# 83-42
83-42 är en fyra meter hög ansamling av grus och jord som ligger norr om Grönland och som upptäcktes 1998. Den kallas också Schmitt's Island efter sin upptäckare.
Platsen har tidigare felaktigt kategoriserats som den nordligaste landmassan på jordklotet då den ligger 700 kilometer från Nordpolen. Det växer lavar på ön vilket sågs som indikation på att det verkligen rörde sig om en ö och inte är en sandbank som exempelvis Oodaaq som tidigare hade ansetts vara den nordligaste landmassan. Oodaaq ligger 705 kilometer från Nordpolen vilket skulle betyda att 83-42 ligger längre norrut.
Denna och flera andra liknande ansamlingar av geologiskt material har senare visat sig vara strandade isberg som det samlats grus, sand och jord på, vilket fortsatt gör Kaffeklubben till jordens nordligaste landområde.